# 東京電機大学工学部

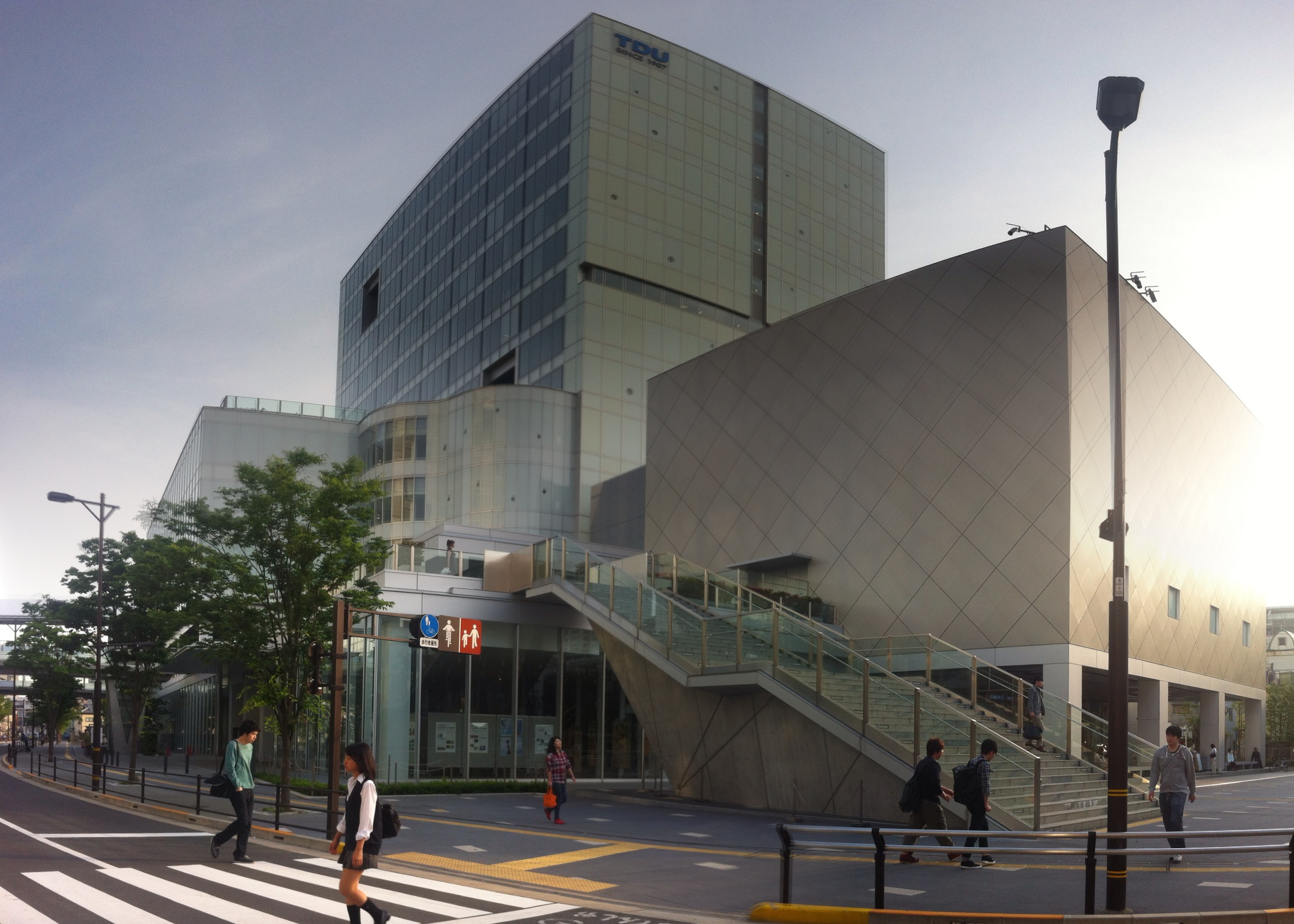
東京千住キャンパス

東京電機大学工学部（どうきょうでんきだいがくこうがくぶ）は東京電機大学が設置する工学部。
東京電機大学大学院工学研究科（どうきょうでんきだいがくだいがくいんこうがくけんきゅうか）は、東京電機大学が設置する工学研究科。
キャンパスは、東京千住キャンパス。

## 概要
東京電機大学工学部は、1949年（昭和24年）、 東京電機大学の設立の時、誕生した。
工学部の教育では、「手厚いサポートのある基礎教育」、「充実した実験、実習、ワークショップ」、「幅広い専門科目と資格関連科目」の３つに力を入れている。また、新入生の不安を解消する為に、「入学前教育（数学・英語）」をはじめ、「学習サポートセンター」での支援や「東京電機大学で学ぶ」「アカデミックスキルズ」などを用意している。
東京電機大学工学部は、電気電子工学科、電子システム工学科、応用化学科、機械工学科、先端機械工学科、情報通信工学科の6学科がある。

## 沿革

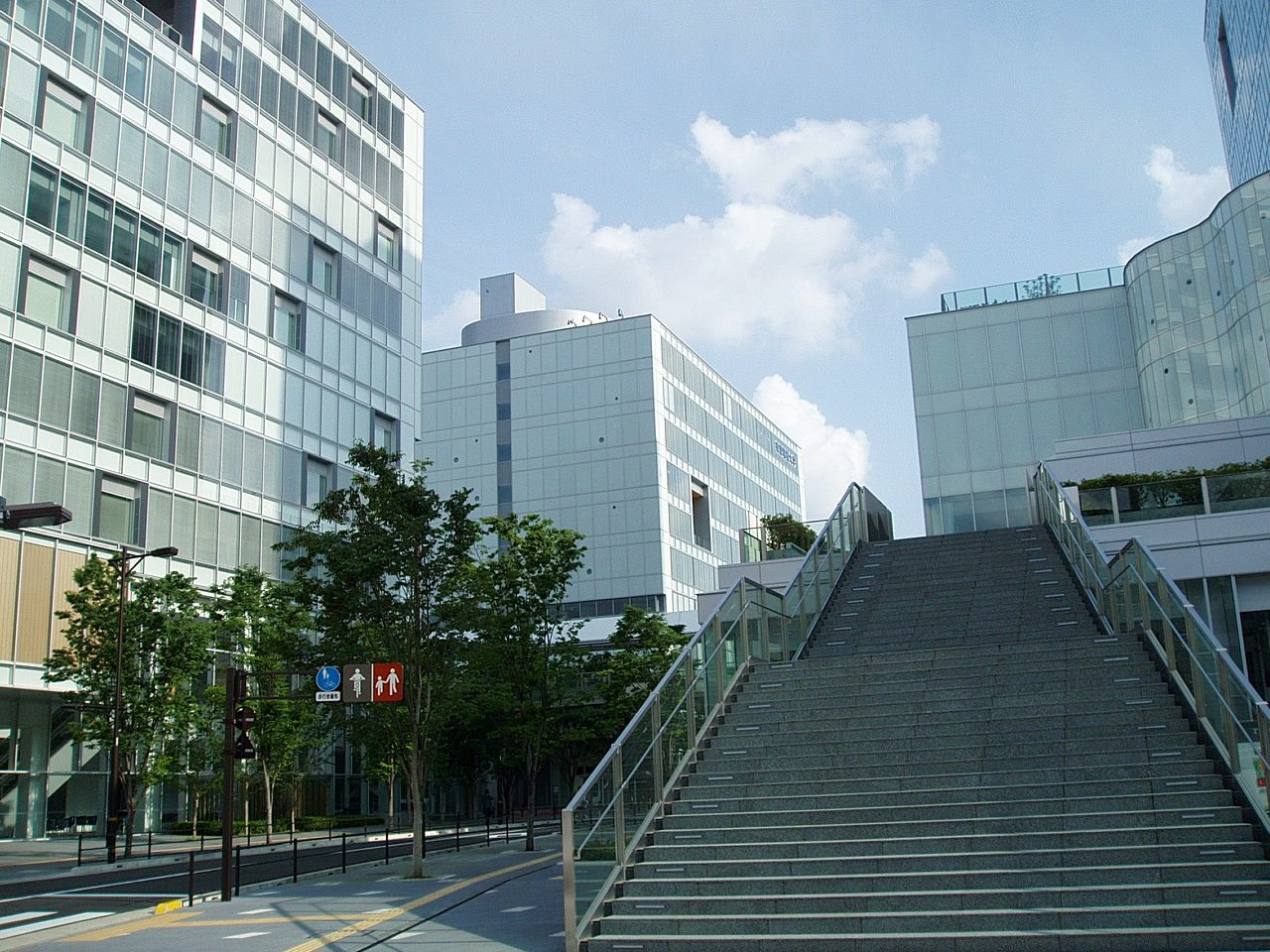
東京千住キャンパス入り口

- 1949年（昭和24年） - 東京電機大学設立。工学部第一部（電気工学科、電気通信工学科）設置。
- 1952年（昭和27年） - 工学部第二部開設。電気工学科設置。
- 1958年（昭和33年） - 大学院工学研究科開設。電気工学専攻修士課程（夜間大学院）を設置。
- 1960年（昭和35年） - 工学部第一部に電子工学科を設置。
- 1961年（昭和36年） - 工学部第一部に応用理化学科、機械工学科を設置。
- 1962年（昭和37年） - 大学院工学研究科に電気工学専攻博士課程を開設。
- 1965年（昭和40年） - 工学部第一部に建築学科、精密機械工学科を設置。
- 1975年（昭和50年） - 大学院工学研究科に電気工学専攻修士課程を開設（昼間）。
- 1993年（平成05年） - 工学部の電気通信工学科を情報通信工学科に名称変更。
- 2002年（平成14年） - 工学部第一部に情報メディア学科を設置。
- 2004年（平成16年） - 大学院情報環境学研究科修士課程（情報環境工学、情報環境デザイン学専攻）開設。超電導応用研究所を先端工学研究所に改称。
- 2006年（平成18年） - 大学院博士後期課程を先端科学技術研究科（8専攻）に変更。
- 2007年（平成19年） - 工学部第一部を改編し、工学部（電気電子工学科、環境化学科、機械工学科、情報通信工学科）、未来科学部（建築学科、情報メディア学科、ロボット・メカトロニクス学科）開設。
- 2008年（平成20年） - 工学部第二部の電気工学科、電子工学科を改編し、電気電子工学科を設置。
- 2009年（平成21年） - 大学院未来科学研究科修士課程（建築学、情報メディア学、ロボット・メカトロニクス学専攻）開設。
- 2012年（平成24年） - 東京千住キャンパスが開校。
- 2017年（平成29年） - 工学部の環境化学科を応用化学科に名称変更。

## 学部・学科
- 工学部
  - 電気電子工学科
  - 電子システム工学科
  - 応用化学科
  - 機械工学科
  - 先端機械工学科
  - 情報通信工学科

## 大学院
- 工学研究科
  - 電気電子工学専攻
  - 電子システム工学専攻
  - 物質工学専攻
  - 機械工学専攻
  - 先端機械工学専攻
  - 情報通信工学専攻

## 関連組織
- 東京電機大学総合研究所
- 先端工学研究所

## 学部長
- 工学部長・工学研究科委員長：吉田 俊哉[2]

## 交通アクセス
東京千住キャンパス
所在地：東京都足立区千住旭町5
- 北千住駅東口徒歩1分
- 牛田駅・京成関屋駅徒歩7分